# Manuel Jabois Sueiro
Manuel Jabois Sueiro (Sanxenxo, Pontevedra, 1978) és un periodista i escriptor gallec.

## Trajectòria
A la finals de 1998 va iniciar la seva relació amb el periodisme, mentre estudiava filologia hispànica a Santiago de Compostel·la, com a corresponsal en la seva localitat del Diario de Pontevedra. Des de llavors s'ha caracteritzat per un estil irònic, d'alguna manera desenganxat de la realitat política, i en el qual en alguna ocasió ha citat com a referents a Arcadi Espasa o Emmanuel Carrère. Durant la seva carrera professional ha col·laborat amb els diaris El Progreso, De luns a venres, la revista d'humor Retranca, el diari El Mundo, el Diario de Pontevedra, la cadena de ràdio Onda Cero i amb la revista cultural digital Jot Down.
En 2008 va aparèixer la seva primera novel·la, A estación violenta, escrita en gallec. El 2011 va publicar Irse a Madrid y otras columnas, una recopilació d'articles publicats en el Diario de Pontevedra, El Progreso i la revista digital FronteraD. L'abril de 2012 va publicar un breu assaig de caràcter autobiogràfic sobre futbol, Grupo Salvaje.
El gener de 2015 després de passar uns anys col·laborant amb el diari El Mundo, portat de la mà de Pedro J. Ramírez, va passar a treballar al diari El País.

## Obra publicada
- A estación violenta, 2008. Morgante, 2008. ISBN 978-84-936460-1-1
- Irse a Madrid y otras columnas. Pepitas de Calabaza, Logroño, 2011. ISBN 978-84-938349-5-1
- Grupo salvaje. Libros del KO, 2012. ISBN 978-84-939336-5-4
- Manu. Pepitas de calabaza, Logronyo, 2013. ISBN 978-84-15-86204-8
- Nos vemos en esta vida o en la otra. Planeta. 2016. ISBN 978-84-08-14751-0
- Malaherba. Alfaguara. 2019. ISBN 978-84-204-3836-8
- Miss Marte.[7] Alfaguara. 2021. ISBN 978-84-204-5432-0

## Premis i reconeixements
El 2003 va guanyar el XXIV Premi Nacional de Periodisme Julio Camba.